# Magnolia dodecapetala
Magnolia dodecapetala este o specie de plante din genul Magnolia, familia Magnoliaceae. A fost descrisă pentru prima dată de Jean-Baptiste de Lamarck, și a primit numele actual de la Rafaël Herman Anna Govaerts. Conform Catalogue of Life specia Magnolia dodecapetala nu are subspecii cunoscute.